# Tongerlo (bière)
Pour les articles homonymes, voir Tongerlo.
 (mai 2021).
Si vous disposez d'ouvrages ou d'articles de référence ou si vous connaissez des sites web de qualité traitant du thème abordé ici, merci de compléter l'article en donnant les références utiles à sa vérifiabilité et en les liant à la section « Notes et références ».

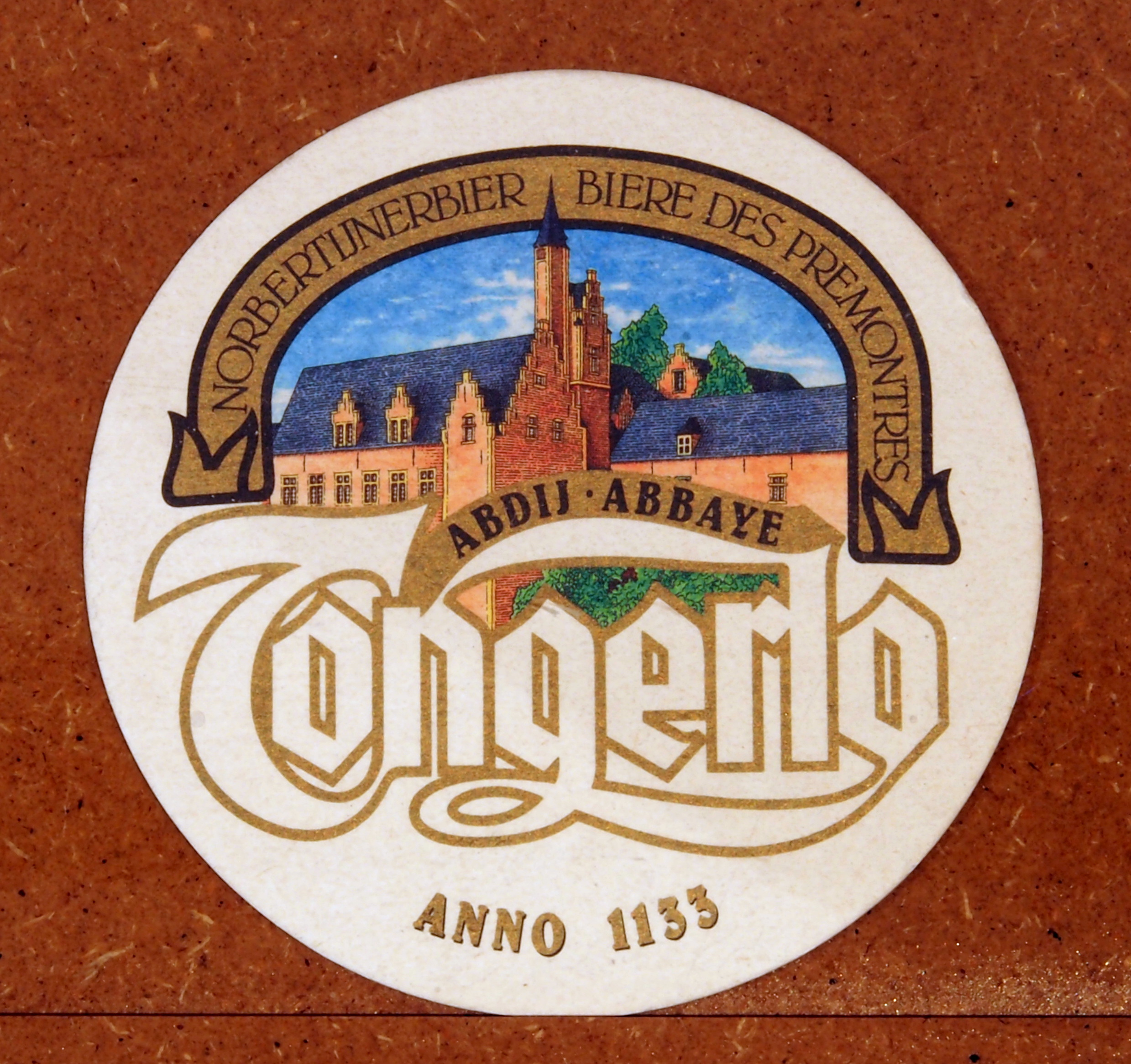
Sous-bock de la brasserie Tongerlo.

La Tongerlo est une  bière d'abbaye belge brassée  par la  brasserie Haacht  située à Boortmeerbeek dans la province du Brabant flamand et se référant à l'abbaye de Tongerlo en province d'Anvers. 
Depuis 1999, la Tongerlo est une bière belge d'Abbaye reconnue portant le logo officiel.

## Histoire
Jusqu'à la révolution française, la Tongerlo est brassée au sein de son abbaye. Après la réouverture de l'abbaye en 1840, une petite brasserie est recréée. Elle existe jusqu'à la fin de la Seconde Guerre mondiale.
En 1954, Jean Van Milders produit la Tongerlo dans sa brasserie de Geel en accord avec l'abbaye de Tongerlo. La famille Van Milders arrête la production au début des années 70. Plusieurs autres brasseries se succèdent alors pour produire cette bière d'abbaye. Depuis 1990, elle est brassée par la brasserie Haacht.
En 2014, la Tongerlo Blonde a décroché le titre de meilleur bière du monde toutes catégories confondues aux World Beer Awards. Elle reste à ce jour la seule bière belge à avoir obtenu telle distinction.

## Bières
Il existe actuellement trois bières d'abbaye traditionnelles ainsi qu'une bière de saison commercialisées sous la protection du logo Bière belge d'Abbaye reconnue :
- La Tongerlo Brune est une bière brune sucrée titrant 6,5 % d'alcool.
- La Tongerlo Blonde est une bière blonde cuivrée légèrement sucrée titrant 6 % d'alcool.
- La Tongerlo Prior est une bière blonde à l’arôme houblonné et aux notes épicées et fruitées titrant 9 % d'alcool.
- La Tongerlo Christmas est une bière ambrée de saison à l’arôme fruité, épicé et légèrement amer produite en hiver et titrant 7 % d'alcool.